# Arthur B. McDonald
Pour les articles homonymes, voir McDonald.
Arthur Bruce McDonald appelé aussi Art McDonald, né le 29 août 1943, est un physicien canadien. Il est lauréat du prix Nobel de physique en 2015.

## Biographie
Né à Sydney en Nouvelle-Écosse au Canada, Arthur B. McDonald a obtenu un baccalauréat en physique en 1964 et une maîtrise en physique en 1965 à l'université Dalhousie. Il a obtenu son doctorat au California Institute of Technology.
En 2015, il obtient le prix Nobel de physique avec Takaaki Kajita pour des travaux sur l'oscillation des neutrinos.
L'astéroïde (229781) Arthurmcdonald est nommé en son honneur.